# Mostuéjouls
Mostuéjouls est une commune française située dans le département de l'Aveyron, en région Occitanie.
Le patrimoine architectural de la commune comprend trois  immeubles protégés au titre des monuments historiques : l'église Notre-Dame-des-Champs (ancienne église Saint-Pierre), classée en 1930, l'église Saint-Sauveur, classée en 1930, et le château, inscrit en 1982.

## Géographie

### Généralités

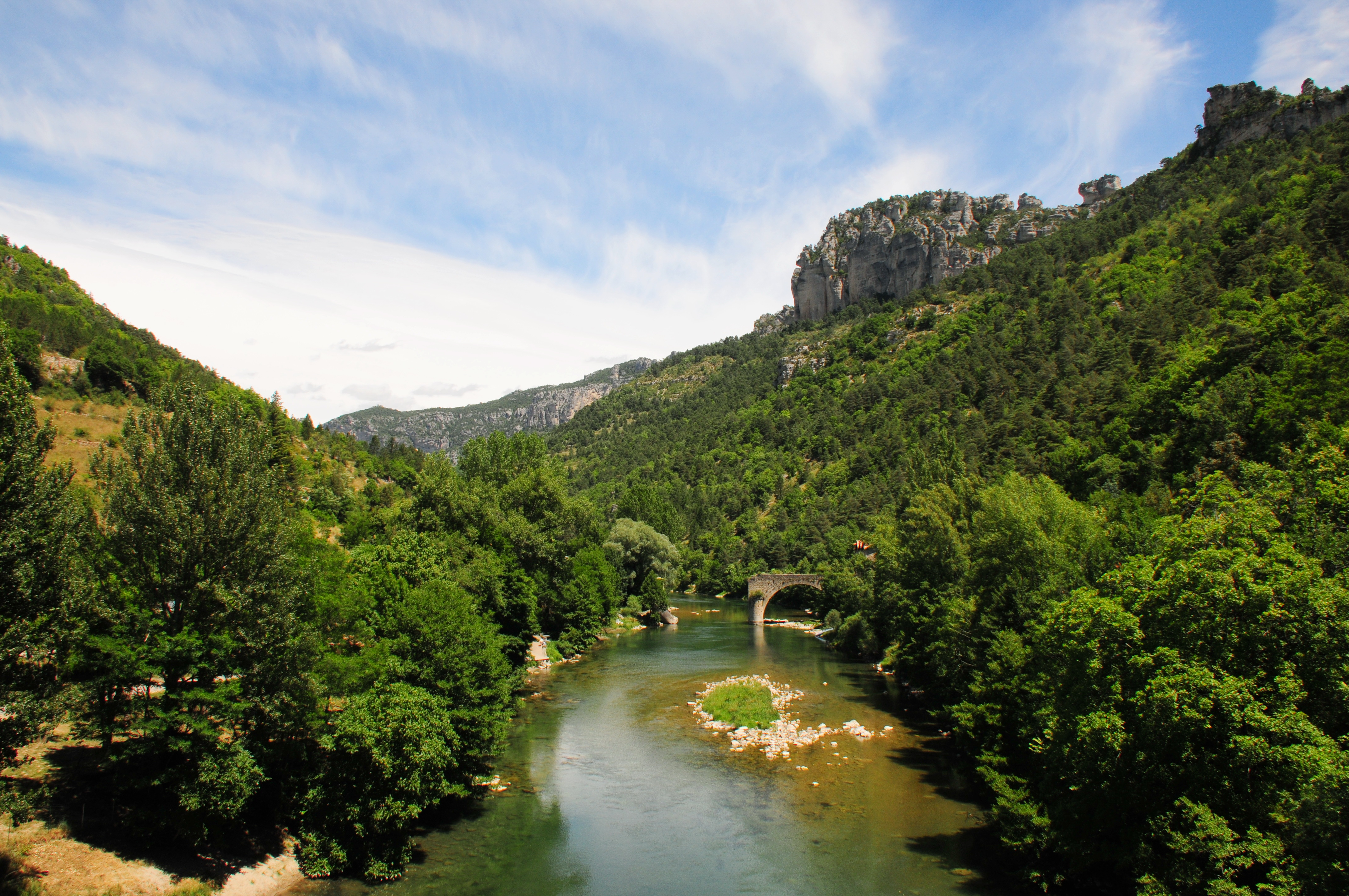
Les gorges du Tarn entre Mostuéjouls (à gauche) et Le Rozier (en rive opposée).

Dans le quart sud-est du département de l'Aveyron et limitrophe de celui  de la Lozère, la commune de Mostuéjouis est située à l'intérieur du parc naturel régional des Grands Causses, en bordure sud-ouest du causse de Sauveterre. Le territoire communal s'étire sur 30,95 km2, en bordure des gorges du Tarn, cette rivière marquant la limite communale à l'est et au sud.
L'altitude minimale, 376 mètres, se trouve localisée à l'extrême sud-ouest, là où le Tarn quitte la commune et entre sur celle de Rivière-sur-Tarn. L'altitude maximale avec 961 ou 962 mètres est située au nord-est, au lieu-dit la Barre.
Desservi par la route départementale (RD) 640, le bourg de Mostuéjouis est situé, en distances orthodromiques, quinze kilomètres nord-est de Millau. L'axe principal, la 907, longe le Tarn. La commune est également desservie par les RD 9, 187 et 192.

### Communes limitrophes
Mostuéjouls est limitrophe de six autres communes dont la moitié dans le département de la Lozère.
Au sud-ouest, son territoire est distant de moins de quarante mètres de celui de La Cresse.
Les communes limitrophes sont Peyreleau, Rivière-sur-Tarn, Le Rozier, Saint-Pierre-des-Tripiers, Sévérac d'Aveyron et Massegros Causses Gorges.
| Sévérac d'Aveyron | Massegros Causses Gorges (Lozère) |                                    |
| Rivière-sur-Tarn  | Mostuéjouls                       | Saint-Pierre-des-Tripiers (Lozère) |
|                   | Peyreleau                         | Le Rozier (Lozère)                 |

### Hydrographie

#### Réseau hydrographique

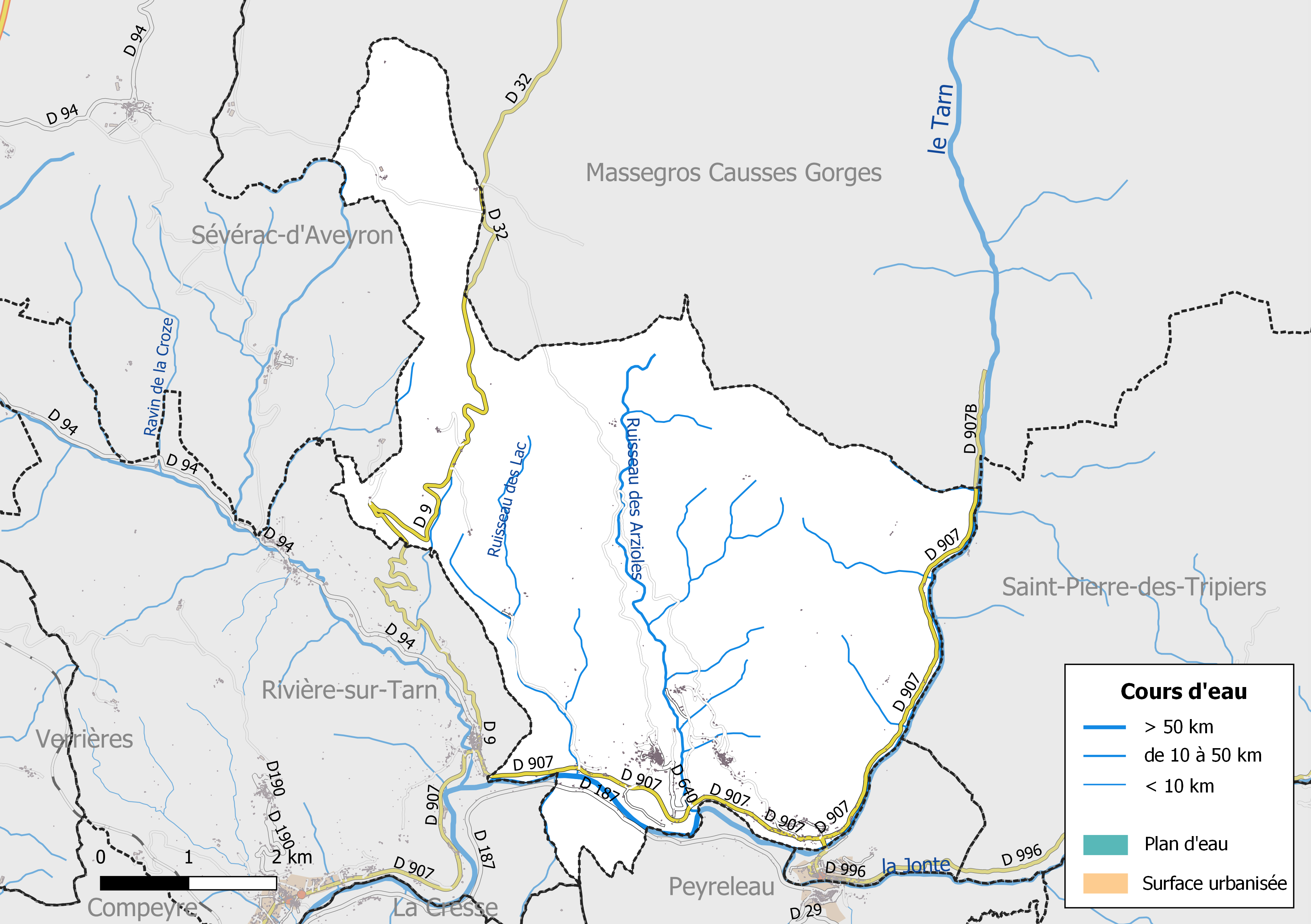
Réseaux hydrographique et routier de Mostuéjouls.

La commune est drainée par le Tarn, le Pas du Loup, le ruisseau des Arzioles, le ravin du Salzet, le ruisseau de Pourcaresse, le ruisseau des Lac, le ruisseau du Cros et par divers petits cours d'eau.
Le Tarn, d'une longueur totale de 380,2 km, prend sa source dans la commune de Pont de Montvert - Sud Mont Lozère (48) et se jette  dans la Garonne à Saint-Nicolas-de-la-Grave (82), après avoir arrosé 99 communes. Il arrose Mostuéjouls sur huit kilomètres, dont sept lui servent de limite naturelle à l'est et au sud.

#### Gestion des cours d'eau
Afin d’atteindre le bon état des eaux imposé par la Directive-cadre sur l'eau du 23 octobre 2000, plusieurs outils de gestion intégrée s’articulent à différentes échelles pour définir et mettre en œuvre un programme d’actions de réhabilitation et de gestion des milieux aquatiques : le SDAGE (Schéma directeur d'aménagement et de gestion des eaux), à l’échelle du bassin hydrographique, et le SAGE (Schéma d'aménagement et de gestion des eaux), à l’échelle locale. Ce dernier fixe les objectifs généraux d’utilisation, de mise en valeur et de protection quantitative et qualitative des ressources en eau superficielle et souterraine. Trois SAGE sont mis en oeuvre dans le département de l'Aveyron.
La commune fait partie du SAGE Tarn amont, approuvé le 15 décembre 2015, au sein du SDAGE Adour-Garonne. Le territoire de ce SAGE concerne une partie des bassins du Tarn de l’Aveyron et de l’Agout. Il couvre 69 communes, sur trois départements (Aveyron, Gard et Lozère) et deux régions, pour une superficie de 2 700 km2,. Le pilotage et l’animation du SAGE et du contrat de rivière du Tarn-amont associé sont assurés par le Syndicat mixte du bassin versant du Tarn-amont (SMBVTAM), qualifié de « structure porteuse ». Cet organisme a été créé le 1er avril 2018 et est constitué de neuf communautés de communes.

### Climat
Pour des articles plus généraux, voir Climat de l'Occitanie et Climat de l'Aveyron.
En 2010, le climat de la commune est de type climat des marges montargnardes, selon une étude s'appuyant sur une série de données couvrant la période 1971-2000. En 2020, Météo-France publie une typologie des climats de la France métropolitaine dans laquelle la commune est exposée à un climat de montagne et est dans la région climatique Sud-est du Massif Central, caractérisée par une pluviométrie annuelle de 1 000 à 1 500 mm, minimale en été, maximale en automne.
Pour la période 1971-2000, la température annuelle moyenne est de 12,1 °C, avec une amplitude thermique annuelle de 16,1 °C. Le cumul annuel moyen de précipitations est de 1 118 mm, avec 10,6 jours de précipitations en janvier et 4,8 jours en juillet. Pour la période 1991-2020, la température moyenne annuelle observée sur la station météorologique la plus proche, située sur la commune de Millau à 14 km à vol d'oiseau, est de 11,2 °C et le cumul annuel moyen de précipitations est de 713,2 mm,. Pour l'avenir, les paramètres climatiques de la commune estimés pour 2050 selon différents scénarios d'émission de gaz à effet de serre sont consultables sur un site dédié publié par Météo-France en novembre 2022.

### Milieux naturels et biodiversité

#### Espaces protégés
La protection réglementaire est le mode d’intervention le plus fort pour préserver des espaces naturels remarquables et leur biodiversité associée.
Dans ce cadre, la commune fait partie d'un espace protégé, le Parc naturel régional des Grands Causses, créé en 1995 et d'une superficie de 327 937 ha, qui s'étend sur 97 communes. Ce territoire rural habité, reconnu au niveau national pour sa forte valeur patrimoniale et paysagère, s’organise autour d’un projet concerté de développement durable, fondé sur la protection et la valorisation de son patrimoine,,.

#### Sites Natura 2000

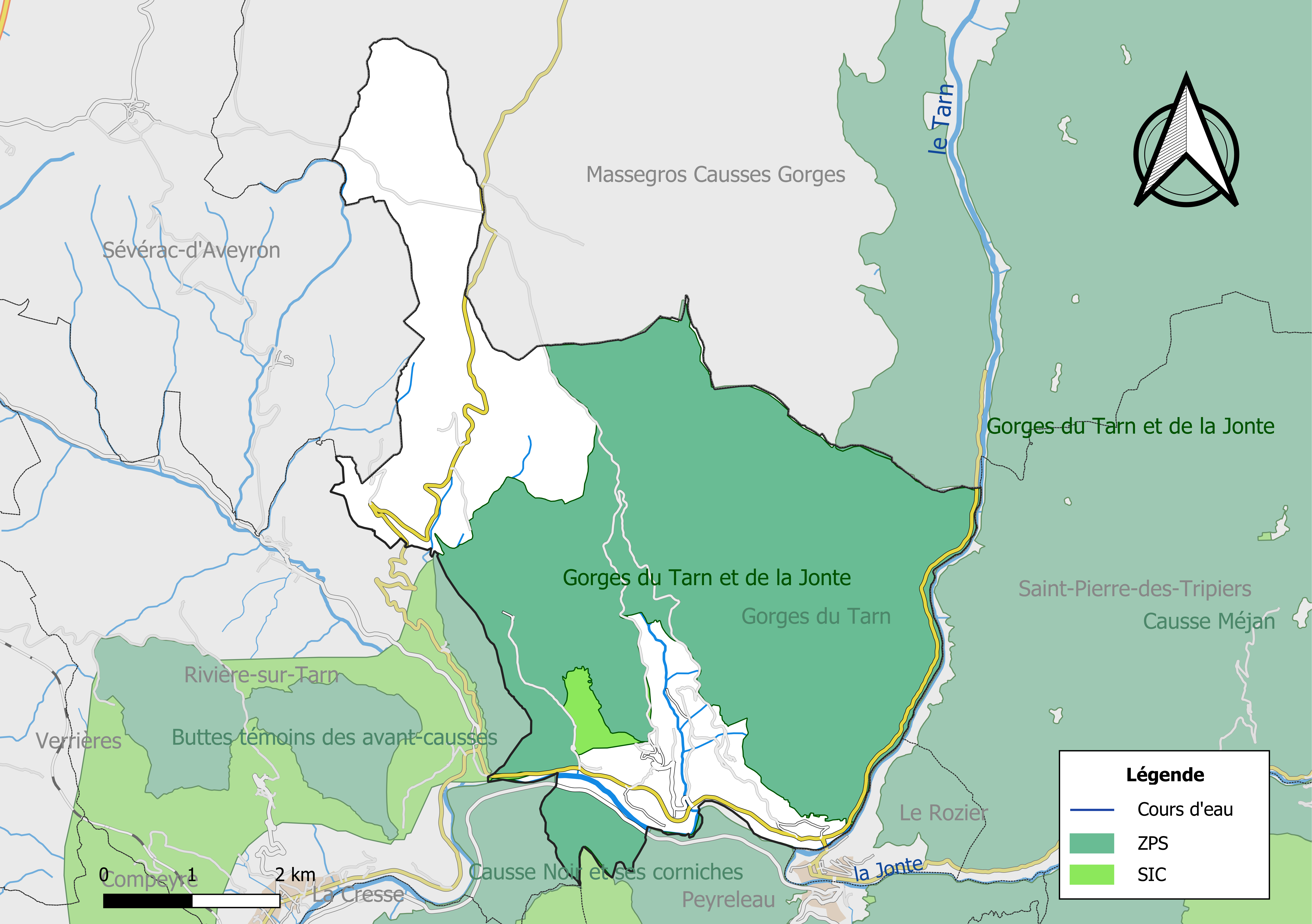
Sites Natura 2000 sur le territoire communal.

Le réseau Natura 2000 est un réseau écologique européen de sites naturels d’intérêt écologique élaboré à partir des Directives « Habitats » et « Oiseaux ». Ce réseau est constitué de Zones spéciales de conservation (ZSC) et de Zones de protection spéciale (ZPS). Dans les zones de ce réseau, les États Membres s'engagent à maintenir dans un état de conservation favorable les types d'habitats et d'espèces concernés, par le biais de mesures réglementaires, administratives ou contractuelles.
Trois sites Natura 2000 ont été définis sur la commune au titre de la « directive Habitats » : 
- les « Gorges du Tarn », d'une superficie de 489 ha sur la seule commune de Mostuéjouls, séparent le Causse Méjean du Causse de Sauveterre et dont la végétation est formée de garrigues et de taillis à buis et à chênes pubescents[21] ;
- le « Causse Noir et ses corniches », d'une superficie de 13 990 ha sur 9 communes du département, est un plateau calcaire et dolomitique avec pelouses sèches, forêts et taillis de chênes et de pins sylvestres, avec une bordure de falaises et de gorges[22] ;
- les « Buttes témoins des avant-causses », d'une superficie de 2 325 ha sur 6 communes du département, sont constituées de buttes-témoins calcaires avec parois et corniches, recouvertes de pelouses-landes et de taillis de chênes pubescents[23] ;

et un au titre de la « directive Oiseaux » :  
- les « Gorges du Tarn et de la Jonte », d'une superficie de 5 841 ha sur 7 communes du département, où seize espèces de l'annexe 1 se reproduisent sur le site, parmi lesquelles dix espèces de rapaces[24].

#### Zones naturelles d'intérêt écologique, faunistique et floristique
L’inventaire des zones naturelles d'intérêt écologique, faunistique et floristique (ZNIEFF) a pour objectif de réaliser une couverture des zones les plus intéressantes sur le plan écologique, essentiellement dans la perspective d’améliorer la connaissance du patrimoine naturel national et de fournir aux différents décideurs un outil d’aide à la prise en compte de l’environnement dans l’aménagement du territoire.
Le territoire communal de Mostuéjouls comprend quatre ZNIEFF de type 1, : 
- les « Buttes et corniches des Avants-Causses » (2 883 ha), couvrant 5 communes dont 4 dans l'Aveyron et 1 dans la Lozère[26]
- les « Corniches du Causse Noir » (1 985 ha), couvrant 8 communes du département[27];
- la « Rivière Tarn (partie Aveyron) » (2 381 ha), couvrant 41 communes dont 25 dans l'Aveyron et 16 dans le Tarn[28];
- la « Vallée supérieure et gorges du Tarn » (1 938 ha), couvrant 8 communes dont 7 dans l'Aveyron et 1 dans la Lozère[29].

et deux ZNIEFF de type 2, : 
- le « Causse Noir et ses corniches » (20 863 ha), qui s'étend sur 14 communes dont 10 dans l'Aveyron, 3 dans le Gard et 1 dans la Lozère[30];
- la « Vallée du Tarn, amont » (36 322 ha), qui s'étend sur 57 communes dont 31 dans l'Aveyron, 1 dans la Lozère et 25 dans le Tarn[31].

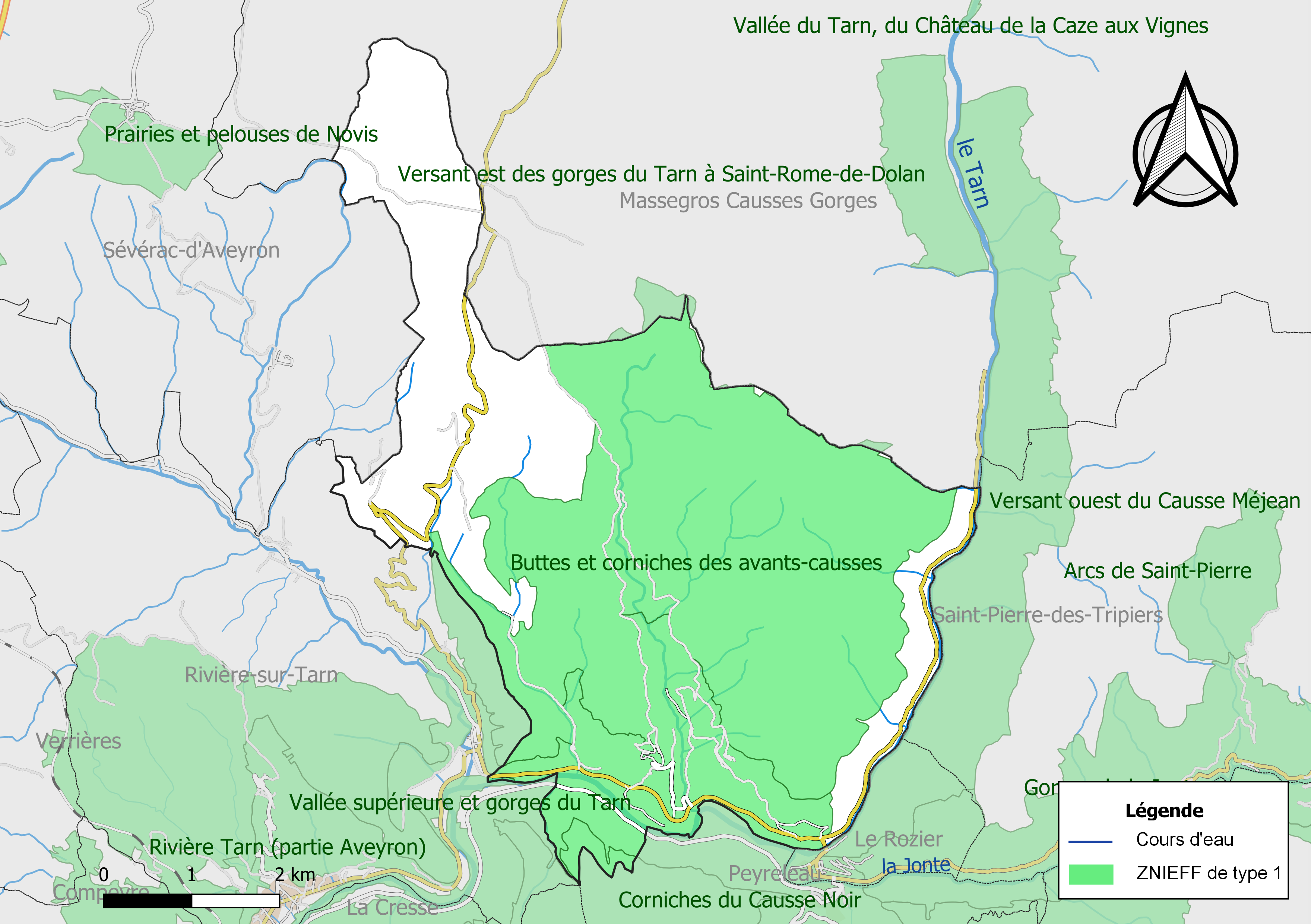
Carte des ZNIEFF de type 1 de la commune.
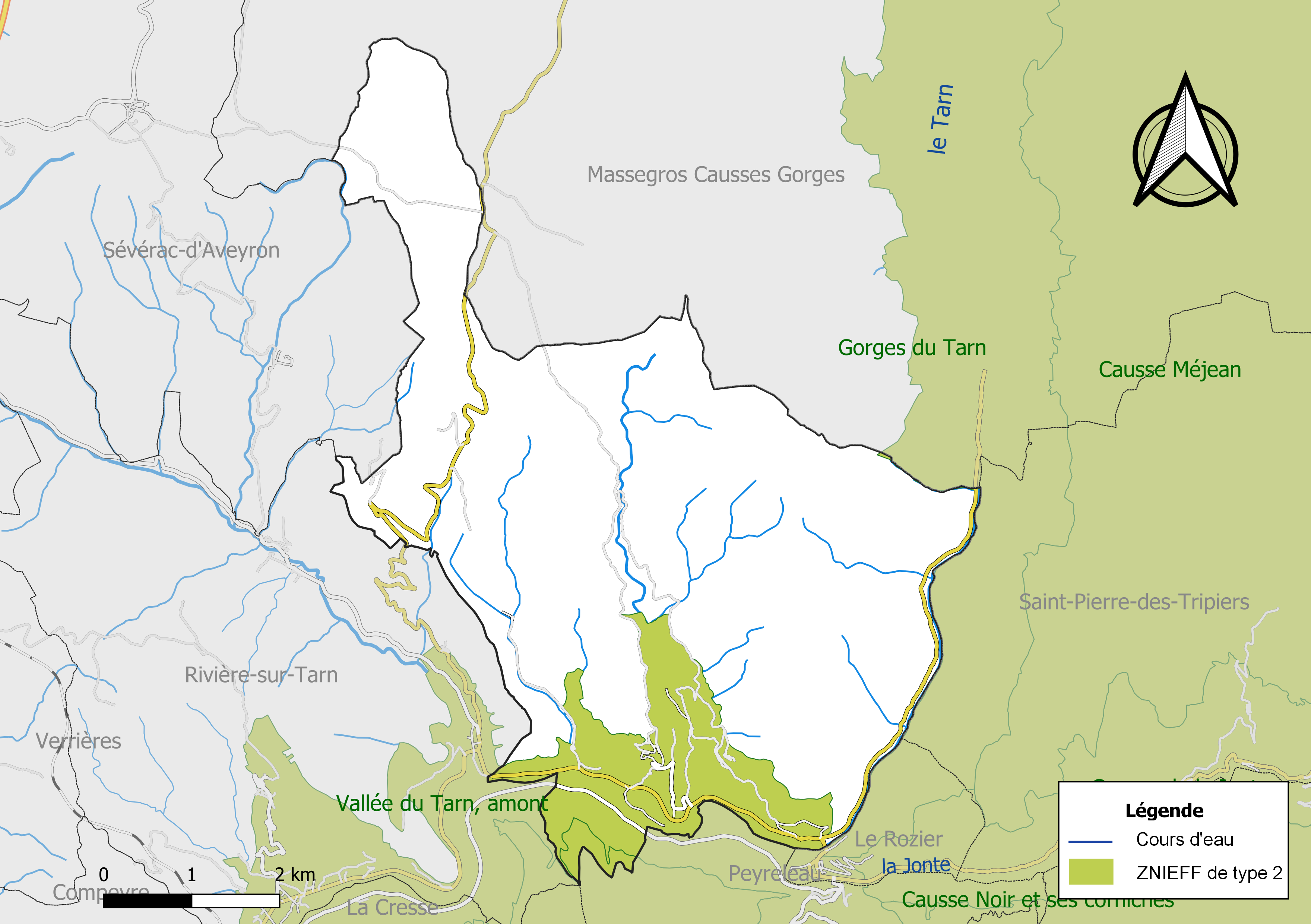
Carte des ZNIEFF de type 2 de la commune.

## Urbanisme

### Typologie
Au 1er janvier 2024, Mostuéjouls est catégorisée commune rurale à habitat dispersé, selon la nouvelle grille communale de densité à sept niveaux définie par l'Insee en 2022.
Elle est située hors unité urbaine. Par ailleurs la commune fait partie de l'aire d'attraction de Millau, dont elle est une commune de la couronne,. Cette aire, qui regroupe 23 communes, est catégorisée dans les aires de moins de 50 000 habitants,.

### Occupation des sols

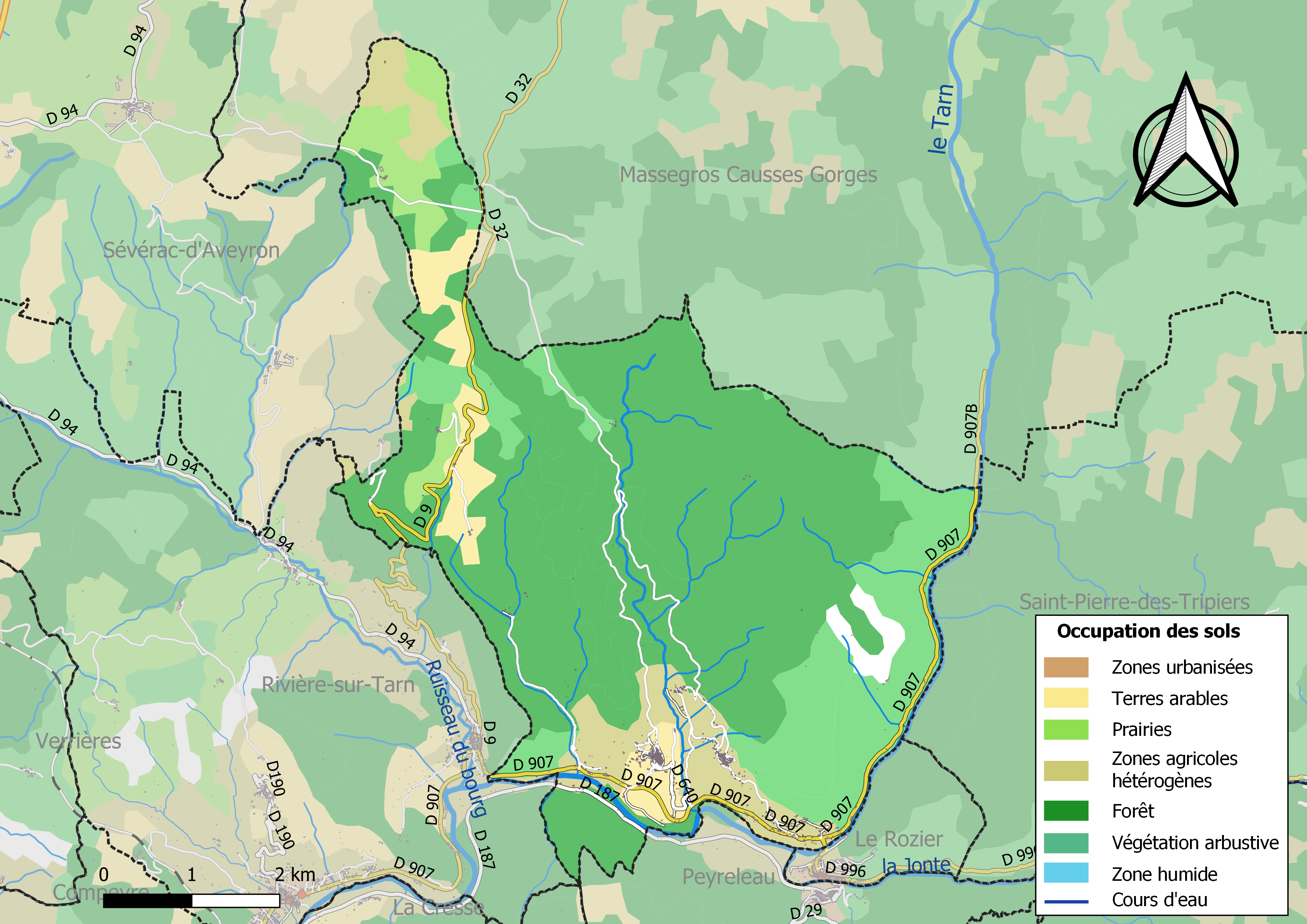
Infrastructures et occupation des sols de la commune de Mostuéjouls.

L'occupation des sols de la commune, telle qu'elle ressort de la base de données européenne d’occupation biophysique des sols Corine Land Cover (CLC), est marquée par l'importance des forêts et milieux semi-naturels (80,4 % en 2018), en diminution par rapport à 1990 (81,7 %). La répartition détaillée en 2018 est la suivante : 
forêts (70,6 %), zones agricoles hétérogènes (9,8 %), milieux à végétation arbustive et/ou herbacée (8,6 %), prairies (4,4 %), terres arables (3,9 %), zones urbanisées (1,4 %), espaces ouverts, sans ou avec peu de végétation (1,3 %).

### Planification
La loi SRU du 13 décembre 2000 a incité fortement les communes à se regrouper au sein d’un établissement public, pour déterminer les partis d’aménagement de l’espace au sein d’un SCoT, un document essentiel d’orientation stratégique des politiques publiques à une grande échelle. La commune est dans le territoire du SCoT du Parc naturel régional des Grands Causses, approuvé le vendredi 7 juillet 2017 par le comité syndical et mis à l’enquête publique en décembre 2019. La structure porteuse est le Pôle d'équilibre territorial et rural du PNR des Grands Causses, qui associe huit communautés de communes, notamment la communauté de communes de Millau Grands Causses, dont la commune est membre.
La commune disposait en 2017 d'un plan local d'urbanisme en révision. Le zonage réglementaire et le règlement associé peuvent être consultés sur le Géoportail de l'urbanisme.

### Risques majeurs

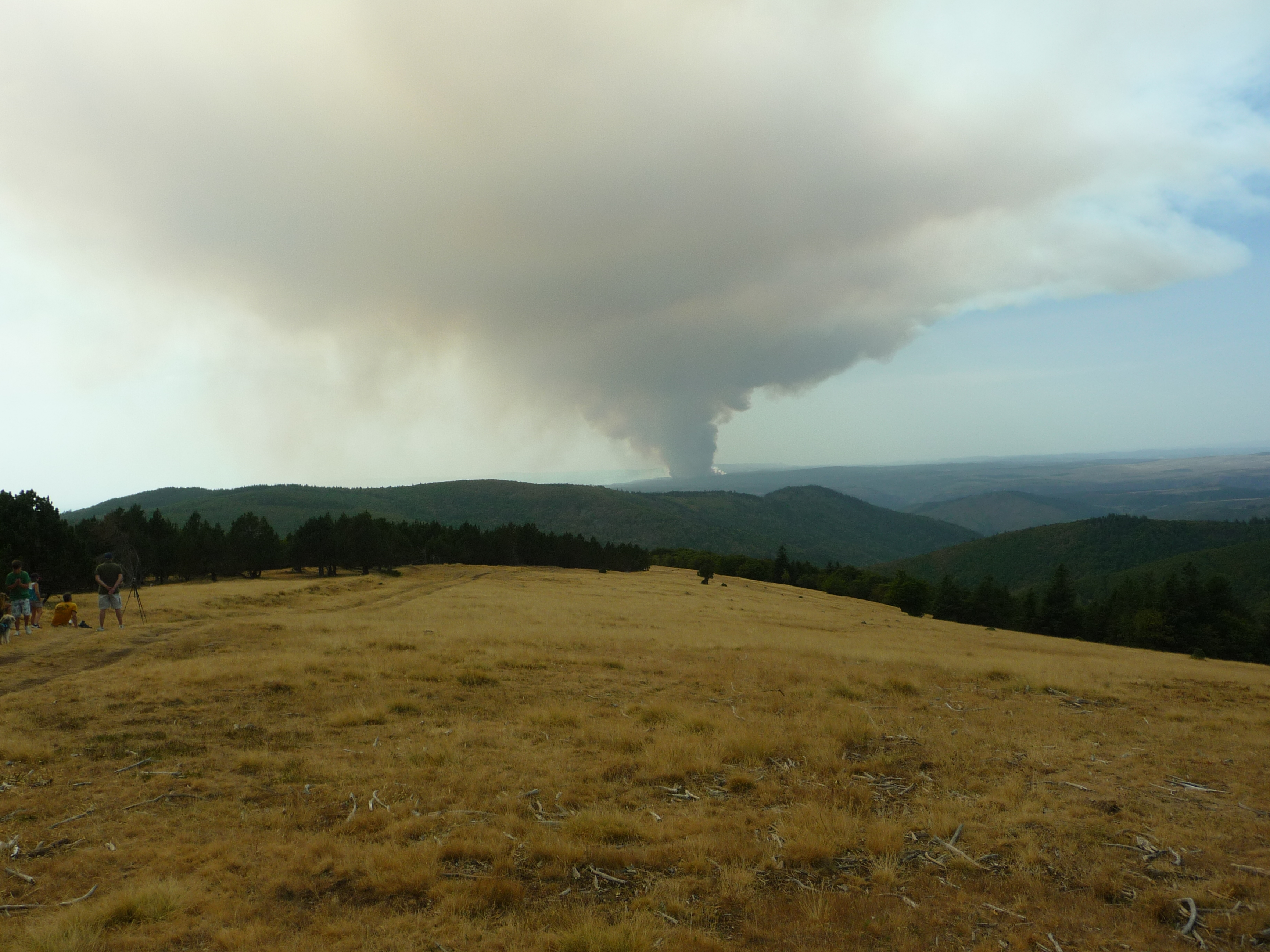
Incendie de Boyne et Mostuéjouls, vu depuis le mont Aigoual, en août 2022.

Le territoire de la commune de Mostuéjouls est vulnérable à différents aléas naturels : inondations, climatiques (hiver exceptionnel ou canicule), feux de forêts et séisme (sismicité faible).
Il est également exposé à un risque technologique, le transport de matières dangereuses, et à un risque particulier, le risque radon,. Le 9 août 2022, un incendie de forêt se déclarait à Boyne et Mostuéjouls. Il s'aggravait le 13 août, attisé par des vents, mais a pu être le fixé le lendemain grâce à des averses de pluie. Cependant plus de 1 300 hectares avaient été ravagés par les flammes.

#### Risques naturels

Zones inondables de la commune de Mostuéjouls.

Certaines parties du territoire communal sont susceptibles d’être affectées par le risque d’inondation par débordement du Tarn. Les dernières grandes crues historiques, ayant touché plusieurs parties du département, remontent aux 3 et 4 décembre 2003 (dans les bassins du Lot, de l'Aveyron, du Viaur et du Tarn) et au 28 novembre 2014 (bassins de la Sorgues et du Dourdou). Ce risque est pris en compte dans l'aménagement du territoire de la commune par le biais du Plan de prévention du risque inondation (PPRI) Tarn amont 1, approuvé le 26 avril 2005.
Le Plan départemental de protection des forêts contre les incendies découpe le département de l’Aveyron en sept « bassins de risque » et définit une sensibilité des communes à l’aléa feux de forêt (de faible à très forte). La commune est classée en sensibilité très forte.
Les mouvements de terrains susceptibles de se produire sur la commune sont soit des mouvements liés au retrait-gonflement des argiles, soit des effondrements liés à des cavités souterraines. Le phénomène de retrait-gonflement des argiles est la conséquence d'un changement d'humidité des sols argileux. Les argiles sont capables de fixer l'eau disponible mais aussi de la perdre en se rétractant en cas de sécheresse. Ce phénomène peut provoquer des dégâts très importants sur les constructions (fissures, déformations des ouvertures) pouvant rendre inhabitables certains locaux. La carte de zonage de cet aléa peut être consultée sur le site de l'observatoire national des risques naturels Géorisques. Une autre carte permet de prendre connaissance des cavités souterraines localisées sur la commune,.

#### Risques technologiques
Le risque de transport de matières dangereuses sur la commune est lié à sa traversée par une route à fort trafic. Un accident se produisant sur une telle infrastructure est en effet susceptible d’avoir des effets graves au bâti ou aux personnes jusqu’à 350 m, selon la nature du matériau transporté. Des dispositions d’urbanisme peuvent être préconisées en conséquence.

#### Risque particulier
Dans plusieurs parties du territoire national, le radon, accumulé dans certains logements ou autres locaux, peut constituer une source significative d’exposition de la population aux rayonnements ionisants. Toutes les communes du département sont concernées par le risque radon à un niveau plus ou moins élevé. Selon le dossier départemental des risques majeurs du département établi en 2013, la commune de Mostuéjouls est classée à risque faible. Un décret du 4 juin 2018 a modifié la terminologie du zonage définie dans le code de la santé publique et a été complété par un arrêté du 27 juin 2018 portant délimitation des zones à potentiel radon du territoire français. La commune est désormais en zone 1, à savoir zone à potentiel radon faible.

## Histoire
Stratégiquement niché sous la corniche du causse de Sauveterre, le site de Mostuéjouls est habité depuis le Néolithique (industrie de flèches de Sauveterre).
En 1834, la commune de Liaucous fusionne avec Mostuéjouls.

## Politique et administration

### Découpage territorial
La commune de Mostuéjouls est membre de la communauté de communes de Millau Grands Causses, un établissement public de coopération intercommunale (EPCI) à fiscalité propre créé le 27 décembre 1999 dont le siège est à Millau. Ce dernier est par ailleurs membre d'autres groupements intercommunaux.
Sur le plan administratif, elle est rattachée à l'arrondissement de Millau, au département de l'Aveyron et à la région Occitanie. Sur le plan électoral, elle dépend du  canton de Tarn et Causses pour l'élection des conseillers départementaux, depuis le redécoupage cantonal de 2014 entré en vigueur en 2015, et de la troisième circonscription de l'Aveyron  pour les élections législatives, depuis le dernier découpage électoral de 2010.

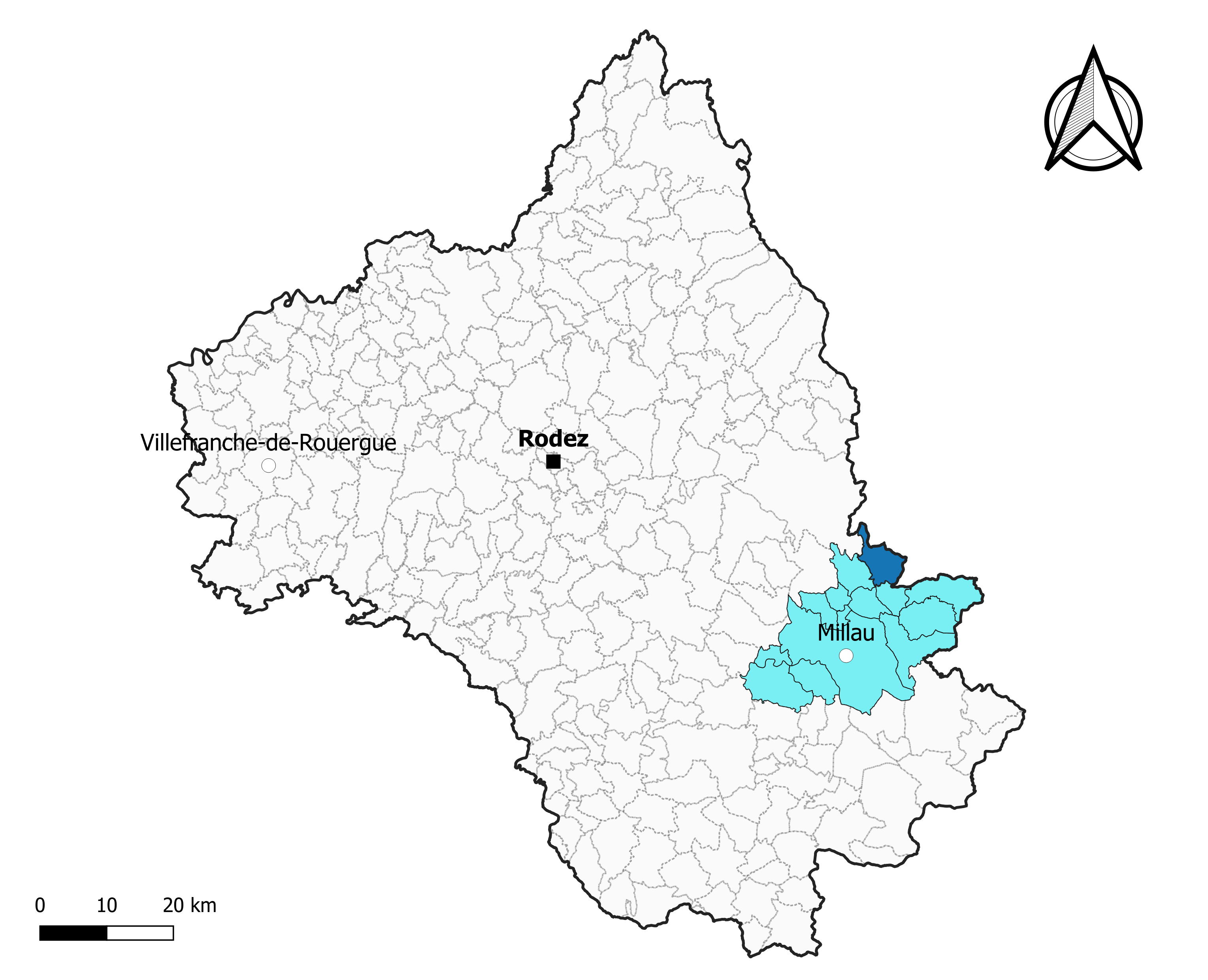
Mostuéjouls dans l'intercommunalité en 2020.
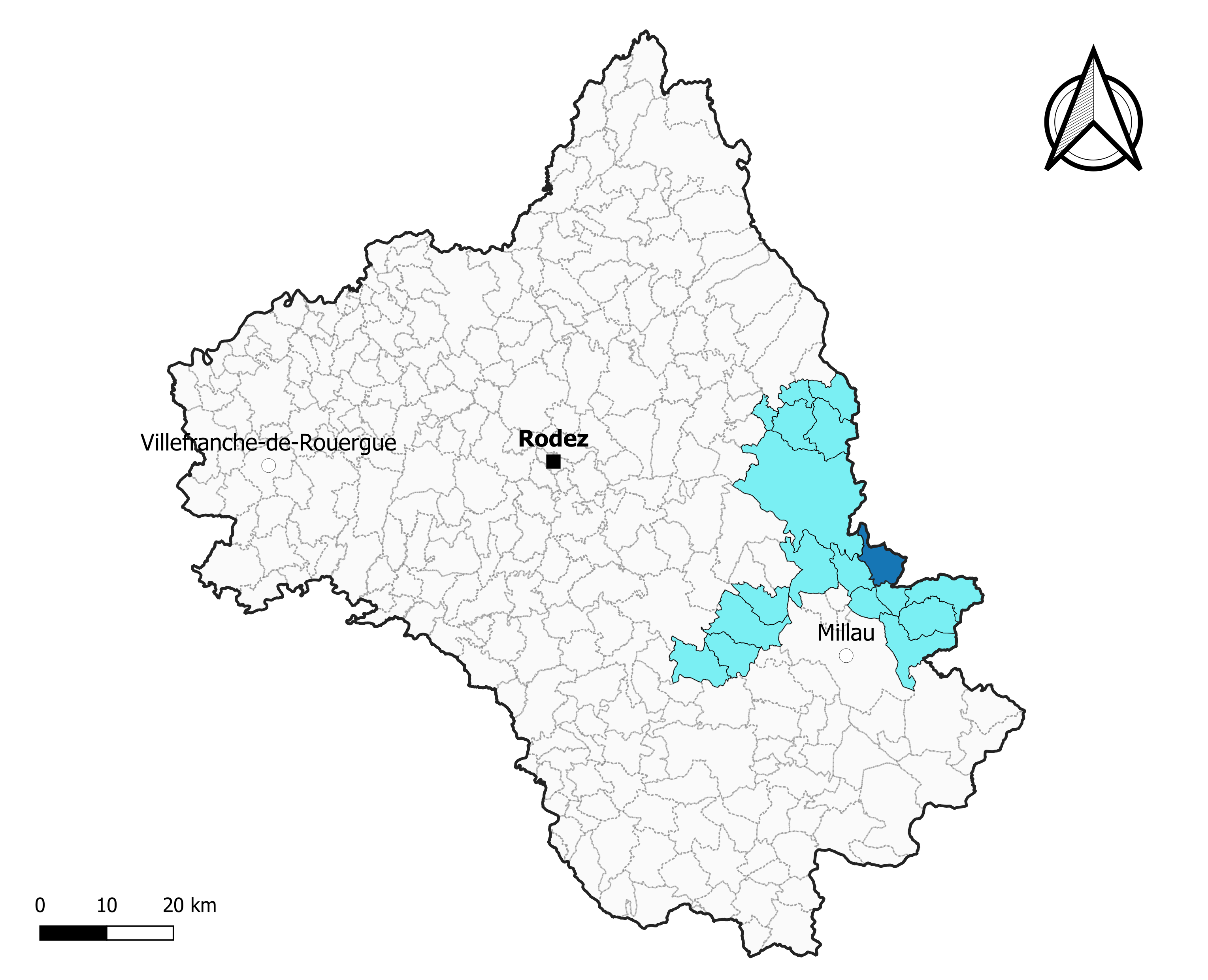
Mostuéjouls dans le canton de Tarn et Causses en 2020.
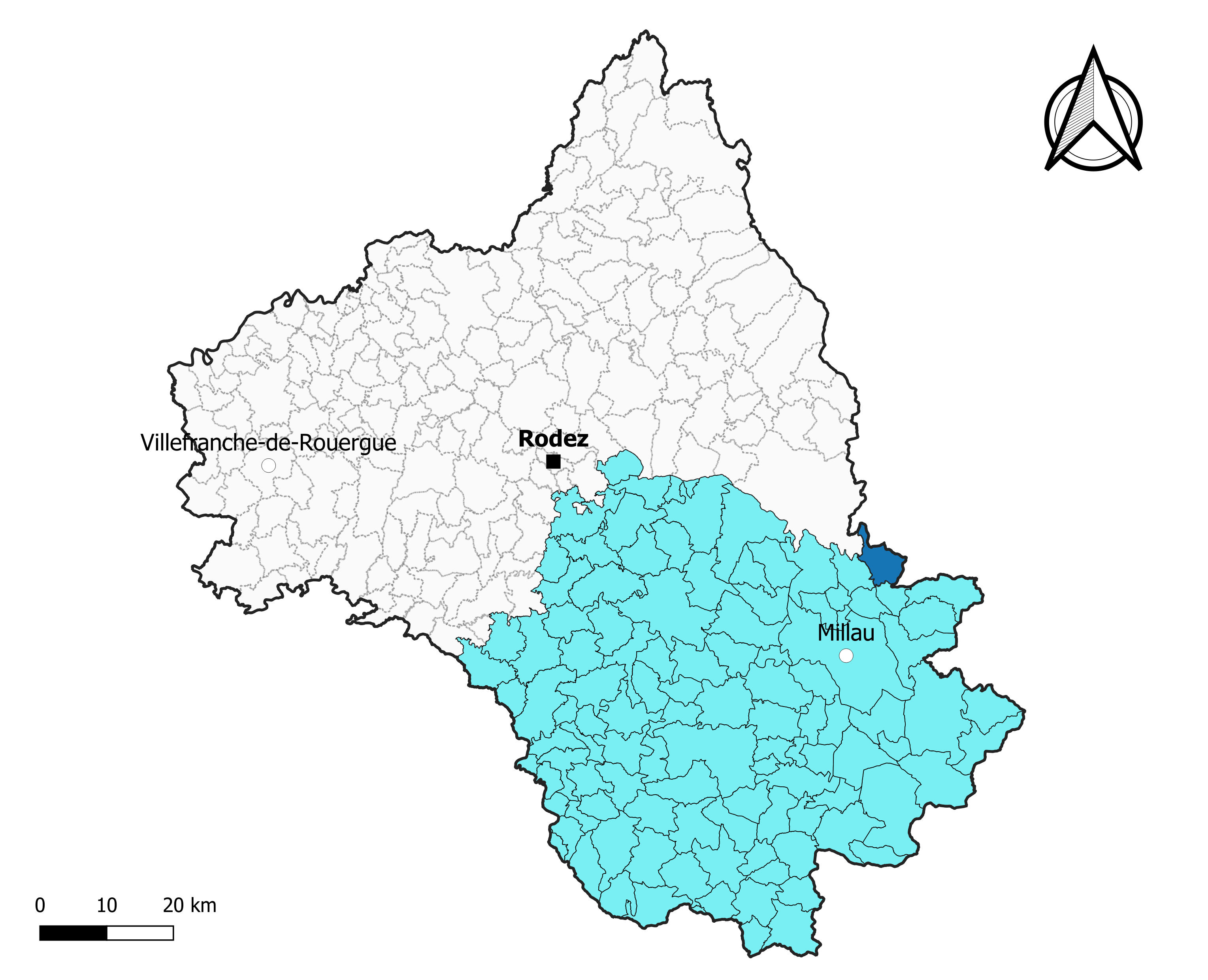
Mostuéjouls dans l'arrondissement de Millau en 2020.

### Élections municipales et communautaires

#### Élections de 2020
Le conseil municipal de Mostuéjouls, commune de moins de 1 000 habitants, est élu au scrutin majoritaire plurinominal à deux tours avec candidatures isolées ou groupées et possibilité de panachage. Compte tenu de la population communale, le nombre de sièges à pourvoir lors des élections municipales de 2020 est de 11. La totalité des onze candidats en lice est élue dès le premier tour, le 15 mars 2020, avec un taux de participation de 67,51 %.
Christine Bedel est élue nouvelle maire de la commune le 25 mai 2020.
Dans les communes de moins de 1 000 habitants, les conseillers communautaires sont désignés parmi les conseillers municipaux élus en suivant l’ordre du tableau (maire, adjoints puis conseillers municipaux) et dans la limite du nombre de sièges attribués à la commune au sein du conseil communautaire. Un siège est attribué à la commune au sein de la communauté de communes de Millau Grands Causses.

#### Liste des maires
| Période                                  | Période   | Identité        | Étiquette | Qualité   |
| ---------------------------------------- | --------- | --------------- | --------- | --------- |
| Les données manquantes sont à compléter. |           |                 |           |           |
|                                          |           |                 |           |           |
| avant 1988                               | ?         | Gabriel Dumas   |           |           |
|                                          |           |                 |           |           |
| mars 2001                                | mars 2008 | Michel Guers    |           |           |
| mars 2008                                | mai 2020  | Hubert Granier  | DVG       | Retraité  |
| mai 2020                                 | En cours  | Christine Bedel |           | Retraitée |

## Population et société

### Démographie

#### Évolution démographique
L'évolution du nombre d'habitants est connue à travers les recensements de la population effectués dans la commune depuis 1793. Pour les communes de moins de 10 000 habitants, une enquête de recensement portant sur toute la population est réalisée tous les cinq ans, les populations de référence des années intermédiaires étant quant à elles estimées par interpolation ou extrapolation. Pour la commune, le premier recensement exhaustif entrant dans le cadre du nouveau dispositif a été réalisé en 2004.

En 2022, la commune comptait 329 habitants, en évolution de +4,78 % par rapport à 2016 (Aveyron : +0,37 %, France hors Mayotte : +2,11 %).
| 1793 | 1800 | 1821 | 1831 | 1836 | 1841 | 1846 | 1851 | 1856 |
| ---- | ---- | ---- | ---- | ---- | ---- | ---- | ---- | ---- |
| 460  | 302  | 867  | 908  | 886  | 890  | 917  | 910  | 830  |

| 1861 | 1866 | 1872 | 1876 | 1881 | 1886 | 1891 | 1896 | 1901 |
| ---- | ---- | ---- | ---- | ---- | ---- | ---- | ---- | ---- |
| 751  | 780  | 713  | 695  | 774  | 782  | 696  | 658  | 708  |

| 1906 | 1911 | 1921 | 1926 | 1931 | 1936 | 1946 | 1954 | 1962 |
| ---- | ---- | ---- | ---- | ---- | ---- | ---- | ---- | ---- |
| 626  | 546  | 442  | 439  | 425  | 392  | 392  | 330  | 318  |

| 1968 | 1975 | 1982 | 1990 | 1999 | 2004 | 2006 | 2009 | 2014 |
| ---- | ---- | ---- | ---- | ---- | ---- | ---- | ---- | ---- |
| 260  | 217  | 232  | 249  | 264  | 282  | 271  | 287  | 307  |

| 2019 | 2022 | - | - | - | - | - | - | - |
| ---- | ---- | - | - | - | - | - | - | - |
| 317  | 329  | - | - | - | - | - | - | - |

#### Pyramide des âges
La population de la commune est relativement âgée. En 2019, le taux de personnes d'un âge inférieur à 30 ans s'élève à 21,1 %, soit un taux inférieur à la moyenne départementale (28,8 %). Le taux de personnes d'un âge supérieur à 60 ans (38,5 %) est supérieur au taux départemental (34,3 %).
En 2019, la commune comptait 159 hommes pour 158 femmes, soit un taux de 50,16 % d'hommes, supérieur au taux départemental (49,33 %).
Les pyramides des âges de la commune et du département s'établissent comme suit :
| Hommes | Classe d’âge | Femmes |
| ------ | ------------ | ------ |
| 0,6    | 90 ou +      | 0,6    |
| 7,5    | 75-89 ans    | 10,1   |
| 32,1   | 60-74 ans    | 25,9   |
| 25,8   | 45-59 ans    | 24,1   |
| 14,5   | 30-44 ans    | 16,5   |
| 8,2    | 15-29 ans    | 9,5    |
| 11,3   | 0-14 ans     | 13,3   |

| Hommes | Classe d’âge | Femmes |
| ------ | ------------ | ------ |
| 1,3    | 90 ou +      | 3      |
| 10,3   | 75-89 ans    | 13,5   |
| 21,3   | 60-74 ans    | 21,3   |
| 20,8   | 45-59 ans    | 20,1   |
| 16,4   | 30-44 ans    | 15,7   |
| 14,8   | 15-29 ans    | 12,2   |
| 15,3   | 0-14 ans     | 14,3   |

## Économie

### Revenus
En 2018  (données Insee publiées en septembre 2021), la commune compte 167 ménages fiscaux, regroupant 326 personnes. La médiane du revenu disponible par unité de consommation est de 21 190 € (20 640 € dans le département).

### Emploi
| Division       | 2008   | 2013  | 2018  |
| -------------- | ------ | ----- | ----- |
| Commune        | 12,3 % | 9,2 % | 8,6 % |
| Département    | 5,4 %  | 7,1 % | 7,1 % |
| France entière | 8,3 %  | 10 %  | 10 %  |

En 2018, la population âgée de 15 à 64 ans s'élève à 185 personnes, parmi lesquelles on compte 79 % d'actifs (70,4 % ayant un emploi et 8,6 % de chômeurs) et 21 % d'inactifs,. En  2018, le taux de chômage communal (au sens du recensement) des 15-64 ans est supérieur à celui du département, mais inférieur à celui de la France, alors qu'il était supérieur à celui de la France en 2008.
La commune fait partie de la couronne de l'aire d'attraction de Millau, du fait qu'au moins 15 % des actifs travaillent dans le pôle,. Elle compte 43 emplois en 2018, contre 47 en 2013 et 44 en 2008. Le nombre d'actifs ayant un emploi résidant dans la commune est de 131, soit un indicateur de concentration d'emploi de 33,3 % et un taux d'activité parmi les 15 ans ou plus de 52,9 %.
Sur ces 131 actifs de 15 ans ou plus ayant un emploi, 33 travaillent dans la commune, soit 25 % des habitants. Pour se rendre au travail, 84 % des habitants utilisent un véhicule personnel ou de fonction à quatre roues, 0,8 % les transports en commun, 4,6 % s'y rendent en deux-roues, à vélo ou à pied et 10,7 % n'ont pas besoin de transport (travail au domicile).

### Activités hors agriculture
56 établissements sont implantés  à Mostuéjouls au 31 décembre 2019. Le tableau ci-dessous en détaille le nombre par secteur d'activité et compare les ratios avec ceux du département,.
| Secteur d'activité                                                                                        | Commune | Commune | Département |
| Secteur d'activité                                                                                        | Nombre  | %       | %           |
| --- | ------- | ------- | ----------- |
| Ensemble                                                                                                  | 56      |         |             |
| Industrie manufacturière, industries extractives et autres                                                | 1       | 1,8 %   | (17,7 %)    |
| Construction                                                                                              | 5       | 8,9 %   | (13 %)      |
| Commerce de gros et de détail, transports, hébergement et restauration                                    | 28      | 50 %    | (27,5 %)    |
| Activités financières et d'assurance                                                                      | 2       | 3,6 %   | (3,4 %)     |
| Activités immobilières                                                                                    | 5       | 8,9 %   | (4,2 %)     |
| Activités spécialisées, scientifiques et techniques et activités de services administratifs et de soutien | 3       | 5,4 %   | (12,4 %)    |
| Administration publique, enseignement, santé humaine et action sociale                                    | 3       | 5,4 %   | (12,7 %)    |
| Autres activités de services                                                                              | 9       | 16,1 %  | (7,8 %)     |

Le secteur du commerce de gros et de détail, des transports, de l'hébergement et de la restauration est prépondérant sur la commune puisqu'il représente 50 % du nombre total d'établissements de la commune (28 sur les 56 entreprises implantées  à Mostuéjouls), contre 27,5 % au niveau départemental.

### Agriculture
|               | 1988 | 2000 | 2010 | 2020 |
| ------------- | ---- | ---- | ---- | ---- |
| Exploitations | 28   | 16   | 6    | 7    |
| SAU (ha)      | 217  | 160  | 118  | 130  |

La commune est dans les Grands Causses, une petite région agricole occupant le sud-est du département de l'Aveyron. En 2020, l'orientation technico-économique de l'agriculture  sur la commune est la culture de fruits ou d'autres cultures permanentes. Sept exploitations agricoles ayant leur siège dans la commune sont dénombrées lors du recensement agricole de 2020 (28 en 1988). La superficie agricole utilisée est de 130 ha,,.

## Culture locale et patrimoine

### Lieux et monuments
- Au nord du bourg de Mostuéjouls, son château des XIIIe, XVe, XVIIe et XVIIIe siècles est inscrit au titre des monuments historiques depuis 1982[68].
- L'église Notre-Dame-des-Champs des XIIe et XVe siècles est à l'écart et en contrebas du bourg, en bordure du Tarn. Elle est classée au titre des monuments historiques depuis 1930[69].
- Église Saints-Pierre-et-Paul de Mostuéjouls.
- Ancienne commune indépendante, Liaucous présente un petit bourg avec des rues étroites, des calades pavées et son église romane Saint-Sauveur classée au titre des monuments historiques depuis 1930[70]. Elle a été édifiée au XIIe siècle, et deux chapelles latérales lui ont été adjointes aux XVIe et XIXe siècles.
- Deux dolmens sont répertoriés sur le territoire communal : le dolmen des Bouscaillous[71] et celui de Combecrose[72].
- Découverte par un paysan qui labourait son champ, la stèle gallo-romaine située près de la mairie représente une triade.

Les villages semi-troglodytiques d'Églazines et de Saint-Marcellin sont accessibles par le sentier de promenade de la corniche du Causse qui surplombe les gorges du Tarn.
- Chapelle de Saint-Marcellin.

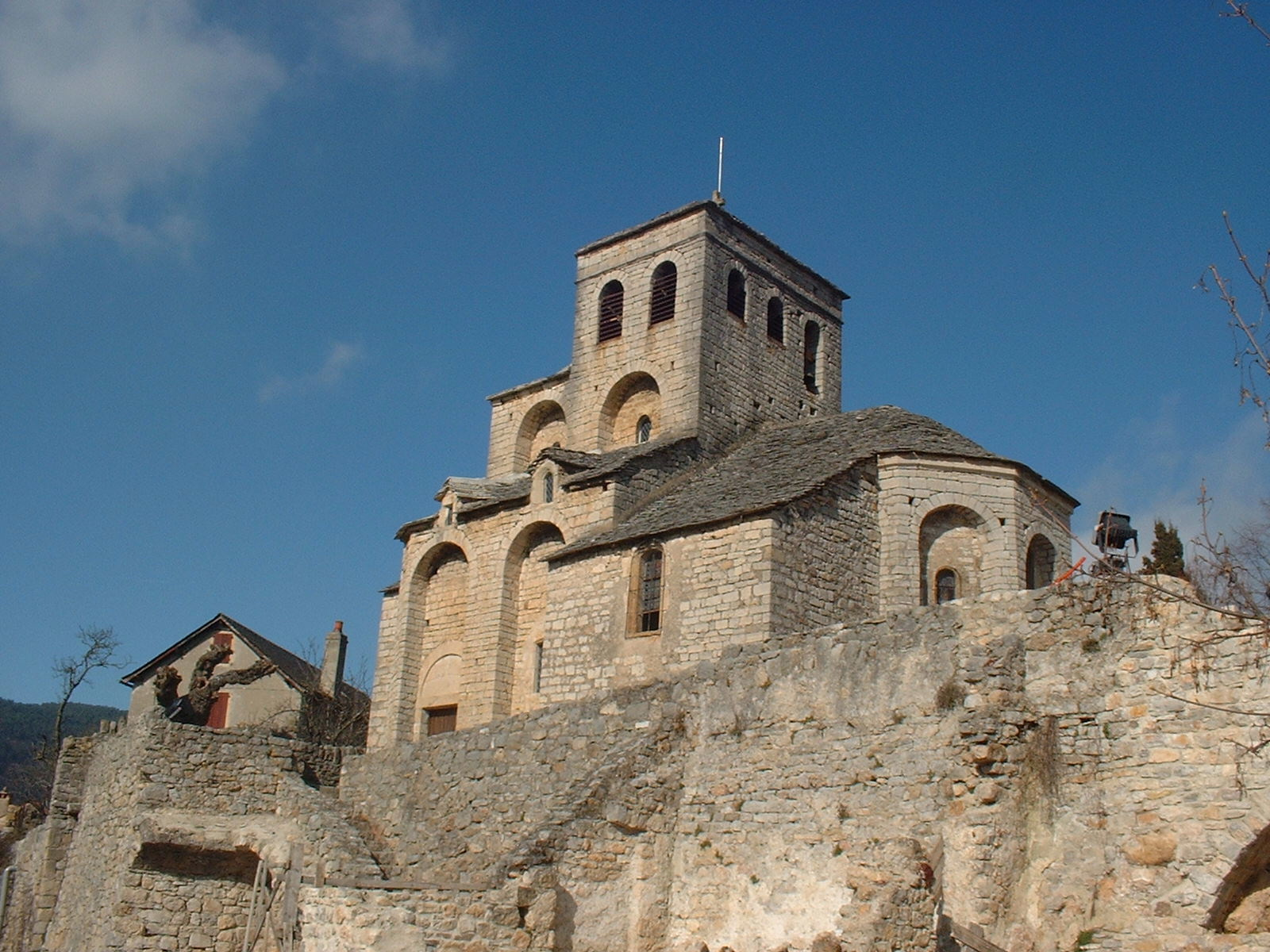
L'église Saint-Sauveur de Liaucous.
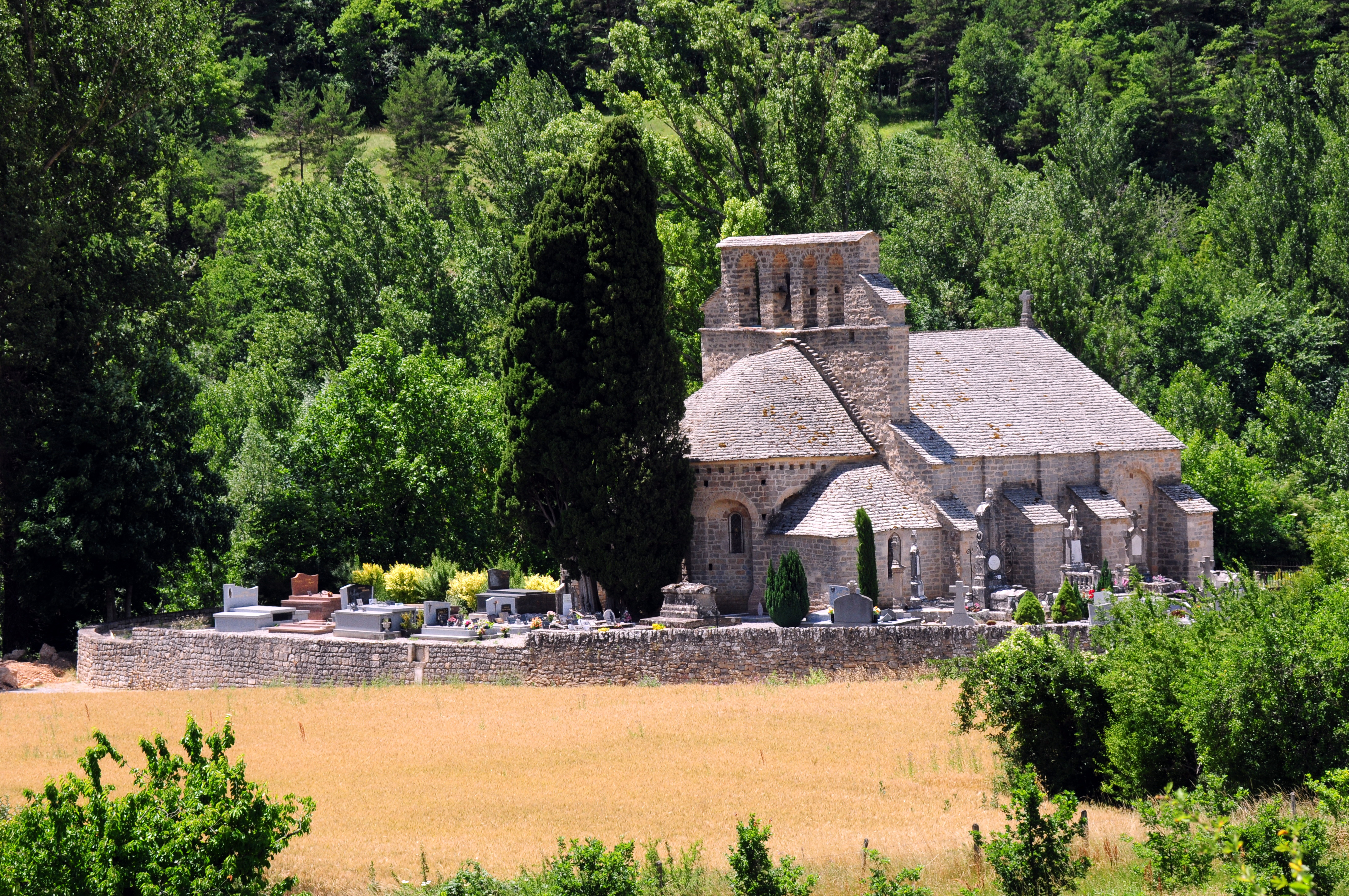
Église Notre-Dame-des-Champs de Mostuéjouls

### Personnalités liées à la commune
- Famille de Mostuéjouls
- François-Xavier Baudounet (1859-1915), missionnaire catholique français en Corée et fondateur de la cathédrale Jeondong de Jeonju, est né à Mostuéjouls[73].

### Héraldique
| Blason de Mostuéjouls | Blason  | De gueules à la croix fleurdelisée d'or cantonnée de quatre billettes du même. |
| Blason de Mostuéjouls | Détails | Armes de la famille de Mostuéjouls. Adopté par la commune.                     |